# 73704 Hladiuk
73704 Hladiuk este un asteroid din centura principală de asteroizi.

## Descriere
73704 Hladiuk este un asteroid din centura principală de asteroizi. A fost descoperit pe 6 octombrie 1991 la Observatorul Palomar de Andrew Lowe. Asteroidul prezintă o orbită caracterizată de o semiaxă mare de 3,24 ua, o excentricitate de 0,05 și o înclinație de 12,1° în raport cu ecliptica.